# Bifrenaria mellicolor
Bifrenaria mellicolor é uma espécie de orquídea epífita de crescimento cespitoso que existe no Espírito Santo e Rio de Janeiro, no Brasil,  onde habita florestas úmidas. Faz parte do grupo das Bifrenaria grandes, as quais nunca foram classificadas nos gêneros Adipe ou Stenocoryne. Pertence ao mesmo grupo das Bifrenaria inodora e Bifrenaria calcarata, mas delas diferencia-se pelo labelo que se curva para trás (o da B. inodora também se curva mas seu calo é bem maior e o lobo central do labelo muito mais comprido).